# تشارلز روفن
تشارلز روفن (بالإنجليزية: Charles Roven)‏ هو منتج سينمائي أمريكي من مواليد 2 أغسطس 1959 اشتهر بمشاركته في إنتاج ثلاثية فارس الظلام للمخرج كريستوفر نولان، وفيلم احتيال أمريكي الذي ترشّح عنه لجائزة الأوسكار كأفضل فيلم (حيث كان أحد المنتجين).

## وصلات خارجية
- تشارلز روفن على موقع IMDb (الإنجليزية)
- تشارلز روفن على موقع ألو سيني (الفرنسية)
- تشارلز روفن على موقع ميوزك برينز (الإنجليزية)
- تشارلز روفن على موقع أول موفي (الإنجليزية)
- تشارلز روفن على موقع بوكس أوفيس موجو (الإنجليزية)
- تشارلز روفن على موقع قاعدة بيانات الأفلام السويدية (السويدية)
- تشارلز روفن على موقع ديسكوغز (الإنجليزية)
- تشارلز روفن على موقع قاعدة بيانات الفيلم (الإنجليزية)
- تشارلز روفن على موقع كينوبويسك (الروسية)